# 갓타스 브릴리언티스 H.P.
갓타스 브릴리언티스 H.P.(Gatas Brilhantes H.P.)는 헬로! 프로젝트의 멤버들로 구성된 일본의 풋살 팀이다. 갓타스 브릴리언티스(Gatas Brilhantes)는 포르투갈어로 직역하면 빛나는 고양이들, 의역하면 멋진 여성들이라는 뜻이며 H.P.는 Hello! Project의 약자이다. 약칭은 갓타스이다. 2015년 3월에 활동을 휴지했다.

## 특징
- 일본 축구 협회가 2002년 FIFA 월드컵 후, 여자 축구 풋살 보급 활동의 일환으로써 전면 협력하고 있다. 노래에 의한 협력이 아닌 실제로 팀을 결성하여 경기를 해 나감으로써 보급 활동에 크게 공헌하고 있다.
- AFC 여자 축구 올림픽 예선 2004의 조 추첨식 드로어로 발탁되는 등 다방면에서 활동하고 있다. 그 때문에 일본 여자 축구 국가 대표인 나데시코 재팬과는 교류가 많다.
- Chakuchaku J.b의 전신팀인 L.A. Angel과 함께 연예인 여자 풋살의 선구자이다.
- 창설 당시에는 초심자 수준이었기 때문에 일반 풋살 팀으로부터는 비판적인 의견과 보급의 일환으로써 호의적으로 받아들이는 의견으로 나뉘었다. 하지만 2005년 이후에는 기술 향상과 진지하게 경기에 임하는 자세를 평가하는 의견도 보인다.
- 다른 팀에 비해 압도적인 관중 동원력이 있기 때문에 대부분의 경기에서 홈그라운드 게임과 같은 상태가 된다.
- 총 선수 수는 2012년 4월 현재, 발촉 당시부터의 멤버 3명, 그 후 2004년에 추가된 멤버 2명(후지모토 미키 · 코레나가 미키)과 2007년 4월에 유스 팀에서 승격한 2명(야지마 마이미 · 오카이 치사토), 그 해 6월에 가입한 전 하로프로에그에서 가입한 1명(센코쿠 미나미), 8월에 오디션으로 합격한 2명, 2009년 5월에 오디션으로 합격한 1명(야구치 메구미), 동년 1월에 업업걸즈(가)에서 가입한 4명, 동년 7월에 가입한 1명(오노 리사)의 합계 16명이다.
- 공식 이미지송은 모닝구무스메。의〈Go Girl~恋のヴィクトリー~〉와 온가쿠갓타스의〈鳴り始めた恋のBell〉이다.
- 《Gatas Brilhantes H.P.》와《ガッタス ブリリャンチス H.P.》는 주식회사 업프런트 그룹의 등록상표(등록번호 제4817904호)이며,《ガッタスブリリャンチス》,《ガッタスブリリャンテス》,《ガッタス》,《ブリリャンチス》,《ブリリャンテス》,《ギャッタス》이다. 모두 존속 만료일은 2014년이다.

## 멤버
(2012년 7월 현재)

### 감독 · 코치
| 직무    | 이름            | 비고                                                                                                   |
| ------- | --------------- | --- |
| 감독    | 키타자와 츠요시 | 전 일본 축구 협회 친선 대사, 전 일본 국가 대표 축구 선수, 전 일본 프로 축구 리그 도쿄 베르디 1969 선수 |
| 코치    | 후지이 켄타     | 일본 풋살 리그 Bardral URAYASU 소속                                                                    |
| 코치    | 야스히코 코우마 | 일본 풋살 리그 Omiya Ardija 통역                                                                       |
| 코치    | 후지이 안나     | 일본 풋살 리그 FUN Ladies 소속                                                                         |
| 코치    | 코시오 토오루   | 일본 풋살 리그 Bardral URAYASU 소속                                                                    |
| GK 코치 | 하코네 쵸우     | JFA 엠브서버, 일본 풋살 리그 Bardral URAYASU 소속                                                      |
| 코치    | 레이날도        | 쥬쿄 고교 축구부 코치, 전 일본 프로 축구 리그 쇼난 벨마레, 베르디 가와사키 선수                        |
| 코치    | 아마라오        | 전 일본 프로 축구 리그 FC 도쿄, 쇼난 벨마레 선수                                                       |

### 선수
| 등번호      | 등번호      | 등번호      | 등번호      | 등번호       | 등번호      | 포지션 | 이름            | 소속                        | 소속                                       | 비고                                                                                                   |
| ----------- | ----------- | ----------- | ----------- | ------------ | ----------- | ------ | --------------- | --------------------------- | ------------------------------------------ | --- |
| 결성~       | 2004년 2월~ | 2005년 7월~ | 2007년 4월~ | 2007년 12월~ | 2012년 4월~ | 포지션 | 이름            | 소속                        | 소속                                       | 비고                                                                                                   |
| 12          | 1           | 1           | 1           | 1            | 1           | GK     | 쯔지 노조미     | M-line club                 | 솔로                                       | 공식 전에 FP로 출장한 경험 있음 (현재 활동 휴지 중)                                                    |
| ―           | 6           | 6           | 6           | 6            | 6           | FP     | 후지모토 미키   | M-line club                 | 솔로 드림 모닝구무스메。                   | 부주장                                                                                                 |
| ―           | 23          | 7           | 7           | 7            | 7           | FP     | 코레나가 미키   | 온가쿠갓타스                | 온가쿠갓타스                               | 임시로 GK를 맡은 경험 있음                                                                             |
| 2           | 9           | 9           | 9           | 9            | 9           | FP     | 이시카와 리카   | M-line club                 | 솔로 온가쿠갓타스 드림 모닝구무스메。      | |
| 5           | 10          | 10          | 10          | 10           | 10          | FP     | 요시자와 히토미 | M-line club                 | 솔로 온가쿠갓타스 드림 모닝구무스메。 은퇴 | 전주장                                                                                                 |
| ―           | ―           | ―           | 17          | 17           | 17          | FP     | 야지마 마이미   | 헬로! 프로젝트              | 솔로                                       | 리틀 갓타스 부주장                                                                                     |
| ―           | ―           | ―           | ―           | ―            | 18          | FP     | 오노 리사       | -                           | -                                          | 2012년 7월 가입.                                                                                       |
| ―           | ―           | ―           | ―           | ―            | 20          | FP     | 후루카와 코나츠 | 업업걸즈(가)                | 업업걸즈(가)                               | 2012년 1월 가입.                                                                                       |
| ―           | ―           | ―           | ―           | ―            | 21          | FP     | 사토 아야노     | 업업걸즈(가)                | 업업걸즈(가)                               | 2012년 1월 가입.                                                                                       |
| ―           | ―           | ―           | ―           | ―            | 24          | FP     | 사호 아카리     | 업업걸즈(가)                | 업업걸즈(가)                               | 2012년 1월 가입.                                                                                       |
| ―           | ―           | ―           | 26          | 26           | 26          | FP     | 오카이 치사토   | 헬로! 프로젝트              | 솔로                                       | 리틀 갓타스, 2012년 1월, 공식 사이트의 선수 프로필로부터 빗나갔지만, 동년 4월 18일에 복귀.             |
| ―           | ―           | ―           | ―           | 28           | 28          | FP     | 센고쿠 미나미   | 온가쿠갓타스 업업걸즈(가)   | 온가쿠갓타스 업업걸즈(가)                  | |
| ―           | ―           | ―           | ―           | ―            | 31          | FP     | 모리 사키       | 업업걸즈(가)                | 업업걸즈(가)                               | 2012년 1월 가입.                                                                                       |
| ―           | ―           | ―           | ―           | 32           | 32          | FP     | 나카이 사키     | 갓타스 오디션 합격자        | 갓타스 오디션 합격자                       | |
| ―           | ―           | ―           | ―           | 33           | 33          | FP     | 스가와라 카넨   | 갓타스 오디션 합격자        | 갓타스 오디션 합격자                       | |
| ―           | ―           | ―           | ―           | 34           | 34          | GK     | 야구치 메구미   | 갓타스 오디션 합격자        | 갓타스 오디션 합격자                       | |
| 탈퇴한 선수 |             |             |             |              |             |        |                 |                             |                                            | |
| 3           | 2           | ―           | ―           | ―            | ―           | FP     | 오가와 마코토   | M-line club                 | 전 모닝구무스메。 드림 모닝구무스메。      | 결성 ~ 2004년 3월 27일의 공식 전까지 재적                                                              |
| 8           | 3           | 3           | 3           | 3            | ―           | FP     | 시바타 아유미   | 전 메론키넨비               | 전 메론키넨비                              | 결성 ~ 2010년 4월 28일의 공식 전까지 재적, 요시자와 · 후지모토 · 이시카와 부재시에 임시 주장 경험 있음 |
| 4           | 4           | 4           | ―           | ―            | ―           | FP     | 미우나          | 전 컨트리무스메。           | 전 컨트리무스메。                          | 결성 ~ 2007년 1월 26일의 연습 경기까지 재적                                                            |
| ―           | 5           | ―           | ―           | ―            | ―           | FP     | 오오타니 마사에 | 전 메론키넨비               | 전 메론키넨비                              | 2004년 2월 ~ 3월 27일의 공식 전까지 재적                                                               |
| 11          | 7           | ―           | ―           | ―            | ―           | FP     | 마츠우라 아야   | 솔로                        | 솔로                                       | 결성 ~ 2004년 3월 27일의 공식 전까지 재적                                                              |
| 10          | 8           | 8           | ―           | ―            | ―           | FP     | 아사미          | 전 컨트리무스메。           | 전 컨트리무스메。                          | 결성 ~ 2007년 1월 26일의 연습 경기까지 재적                                                            |
| 6           | 13          | 13          | ―           | ―            | ―           | FP     | 사이토 히토미   | 전 메론키넨비               | 전 메론키넨비                              | 결성 ~ 2006년 3월 19일의 쥬죠 FC 전까지 재적                                                           |
| 9           | 14          | 14          | ―           | ―            | ―           | FP     | 고토 마키       | 솔로                        | 솔로                                       | 결성시부터 재적, 2005년에는 출장 실적 없이 9월 14일에 정식 탈퇴                                        |
| ―           | 15          | 15          | ―           | ―            | ―           | FP     | 카와시마 미유키 | 헬로! 프로젝트              | 전 하로프로에그                            | 2004년의 오다이바컵부터 재적, 2005년 3월의 제1회 739컵에 출장, 9월 14일에 정식 탈퇴                    |
| 7           | 11          | 11          | 11          | 11           | ―           | FP     | 사토다 마이     | 컨트리무스메。 온가쿠갓타스 | 컨트리무스메。 온가쿠갓타스                | Sapporo CERBIES 주장 겸임, 2012년 3월 31일에 탈퇴                                                      |
| 1           | 12          | 12          | 12          | 12           | ―           | GK     | 콘노 아사미     | M-line club                 | 솔로 전 온가쿠갓타스                       | 2006년 7월 20일까지 재적후 잠시 은퇴하였지만, 2007년 6월에 복귀 (2011년 3월 31일까지)                  |
| ―           | ―           | ―           | ―           | 14           | ―           | FP     | 하기와라 마이   | 헬로! 프로젝트              | ℃-ute                                      | 리틀 갓타스, 2009년 1월 22일에 이탈 발표                                                               |
| ―           | ―           | ―           | ―           | 15           | ―           | FP     | 아리하라 칸나   | 헬로! 프로젝트              | 전 ℃-ute                                   | 리틀 갓타스, 2009년 1월 22일에 이탈 발표                                                               |
| ―           | ―           | ―           | 16          | 16           | ―           | FP     | 시미즈 사키     | 헬로! 프로젝트              | Berryz코보                                 | 리틀 갓타스 주장, 2012년 1월, 공식 사이트의 선수 프로필로부터 빗나감                                   |
| ―           | ―           | ―           | 18          | 18           | ―           | GK     | 우메다 에리카   | 헬로! 프로젝트              | 전 ℃-ute                                   | 리틀 갓타스, 2008년 8월, 공식 사이트의 선수 프로필로부터 빗나감                                        |
| ―           | ―           | ―           | 19          | 19           | ―           | GK     | 스도우 마아사   | 헬로! 프로젝트              | Berryz코보                                 | 리틀 갓타스, 2009년 1월 22일에 이탈 발표                                                               |
| ―           | ―           | ―           | 20          | 20           | ―           | FP     | 토쿠나가 치나미 | 헬로! 프로젝트              | Berryz코보                                 | 리틀 갓타스, 2009년 1월 22일에 이탈 발표                                                               |
| ―           | ―           | ―           | 21          | 21           | ―           | FP     | 나츠야키 미야비 | 헬로! 프로젝트              | Berryz코보                                 | 리틀 갓타스, 2008년 8월, 공식 사이트의 선수 프로필로부터 빗나감                                        |
| ―           | ―           | ―           | 22          | 22           | ―           | FP     | 나카지마 사키   | 헬로! 프로젝트              | ℃-ute                                      | 리틀 갓타스, 2012년 1월, 공식 사이트의 선수 프로필로부터 빗나감                                        |
| ―           | ―           | ―           | ―           | 23           | ―           | FP     | 노토 아리사     | 업프런트에그 온가쿠갓타스   | 업프런트에그 온가쿠갓타스                  | 2012년 1월, 공식 사이트의 선수 프로필로부터 빗나감                                                     |
| ―           | ―           | ―           | 24          | 24           | ―           | FP     | 스즈키 아이리   | 헬로! 프로젝트              | ℃-ute                                      | 리틀 갓타스, 2009년 1월 22일에 이탈 발표                                                               |
| ―           | ―           | ―           | 25          | 25           | ―           | FP     | 무토 미카       | 헬로! 프로젝트              | 전 하로프로에그                            | 리틀 갓타스, 2008년 4월 30일에 탈퇴                                                                    |
| ―           | ―           | ―           | ―           | 27           | ―           | FP     | 마노 에리나     | 헬로! 프로젝트              | 솔로                                       | 2008년 8월, 공식 사이트의 선수 프로필로부터 빗나감                                                     |
| ―           | ―           | ―           | ―           | 29           | ―           | GK     | 사와다 유리     | 헬로! 프로젝트 M-line club  | 전 하로프로에그 전 온가쿠갓타스            | 2009년 8월 30일에 탈퇴                                                                                 |
| ―           | ―           | ―           | ―           | 30           | ―           | GK     | 후카와 아이     | 갓타스 오디션 합격자        | 갓타스 오디션 합격자                       | |
| ―           | ―           | ―           | ―           | 31           | ―           | FP     | 후지사키 히토미 | 갓타스 오디션 합격자        | 갓타스 오디션 합격자                       | |

상기 이외에 등번호는 없기는 하지만, 츠구나가 모모코 · 쿠마이 유리나 · 스가야 리사코의 3명에 대해서도 2007년 4월 리틀 갓타스로부터 승격해, 2008년 8월까지 공식 사이트에 대해 멤버로서 게재되고 있었다.

### 주장 · 부주장

#### 주장
- 초대 요시자와 히토미 (2004년 1월 20일 ~ 2018년 9월 28일)

#### 부주장
- 초대 후지모토 미키 (2004년 4월 7일 ~ 2018년 9월 28일)

## 리틀 갓타스
갓타스 브릴리언티스 H.P.의 유스팀이다. 결성시부터 2005년까지는 갓타스 유스의 명칭으로 활동하였다.

### 멤버
| 등번호      | 등번호     | 포지션 | 이름            | 소속            | 승격 | 비고                              |
| ----------- | ---------- | ------ | --------------- | --------------- | ---- | --------------------------------- |
| 결성        | 2006년 2월 | 포지션 | 이름            | 소속            | 승격 | 비고                              |
| 7           | 1          | GK     | 스도우 마아사   | Berryz코보      | ○    |                                   |
| 13          | 2          | FP     | 스즈키 아이리   | ℃-ute           | ○    |                                   |
| 11          | 3          | FP     | 나카지마 사키   | ℃-ute           | ○    |                                   |
| 1           | 4          | FP     | 츠구나가 모모코 | Berryz코보      | ×    | 갓타스 유스에서는 GK              |
| 4           | 5          | FP     | 야지마 마이미   | ℃-ute           | ○    | 부주장 (갓타스 유스에서는 주장)   |
| 8           | 7          | FP     | 나츠야키 미야비 | Berryz코보      | ○    |                                   |
| 14          | 8          | FP     | 오카이 치사토   | ℃-ute           | ○    |                                   |
| 10          | 9          | FP     | 쿠마이 유리나   | Berryz코보      | ×    |                                   |
| 15          | 10         | FP     | 하기와라 마이   | ℃-ute           | ●    |                                   |
| 3           | 11         | FP     | 시미즈 사키     | Berryz코보      | ○    | 주장                              |
| 2           | 12         | GK     | 우메다 에리카   | 전 ℃-ute        | ○    | 갓타스 유스에서는 FP              |
| ―           | 13         | FP     | 아리하라 칸나   | 전 ℃-ute        | ●    |                                   |
| 5           | 14         | FP     | 토쿠나가 치나미 | Berryz코보      | ○    |                                   |
| 12          | 15         | FP     | 스가야 리사코   | Berryz코보      | ×    |                                   |
| 16          | 16         | FP     | 다나카 안리     | 하로프로에그    | ×    | 학업에 전념하기 위해 활동 중지 중 |
| 17          | 17         | FP     | 무토 미카       | 전 하로프로에그 | ○    |                                   |
| 탈퇴한 선수 |            |        |                 |                 |      |                                   |
| 9           | ―          | FP     | 이시무라 마이하 | 전 Berryz코보   | ×    | 결성 ~ 2005년 10월 2일까지 재적   |
| 6           | 6          | FP     | 무라카미 메구미 | 전 ℃-ute        | ×    | 결성 ~ 2006년 10월 31일까지 재적  |

※승격：○은 2007년 4월에 ●는 2007년 12월에 갓타스 브릴리언티스 H.P.에 승격

## 믹스 갓타스
리틀 갓타스와 컨트리무스메。멤버의 혼합팀으로 2006년 스카이라크 그룹 리그 in 오다이바 모험왕 “한여름의 여왕” 결정전에 참전.
갓타스 브릴리언티스 H.P.의 주요 멤버가《리본의 기사 더 뮤지컬》에 출연하였기 때문에 이러한 구성으로 출장하게 되었다.
리틀 갓타스의 멤버에게 있어 HELLO! PROJECT SPORTS FESTIVAL 외의 경기 참가는 이것이 처음이었다.

### 멤버
| 등번호 | 포지션 | 이름            | 소속              | 비고 |
| ------ | ------ | --------------- | ----------------- | ---- |
| 1      | GK     | 스도우 마아사   | Berryz코보        |      |
| 3      | FP     | 나카지마 사키   | ℃-ute             |      |
| 4      | FP     | 미우나          | 전 컨트리무스메。 | 주장 |
| 5      | FP     | 야지마 마이미   | ℃-ute             |      |
| 6      | FP     | 무라카미 메구미 | 전 ℃-ute          |      |
| 8      | FP     | 아사미          | 전 컨트리무스메。 |      |
| 10     | FP     | 시미즈 사키     | Berryz코보        |      |
| 11     | FP     | 사토다 마이     | 컨트리무스메。    |      |
| 12     | GK     | 우메다 에리카   | 전 ℃-ute          |      |
| 14     | FP     | 토쿠나가 치나미 | Berryz코보        |      |
| 15     | FP     | 무토 미카       | 전 하로프로에그   |      |
| 16     | FP     | 심민            | 전 하로프로유학생 |      |

## 같이 보기
- 온가쿠갓타스